# Oxalis oregana

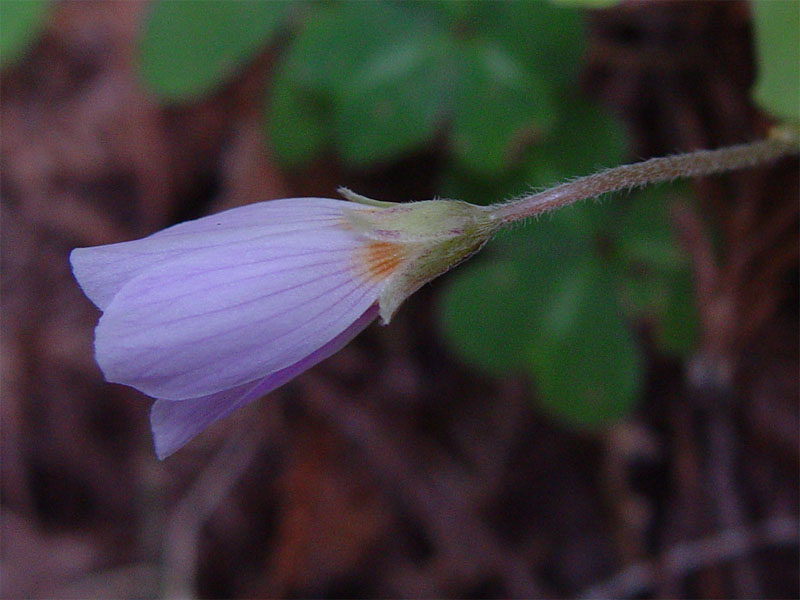
Flor de Oxalis oregana.

Oxalis oregana é uma espécie do género Oxalis da família Oxalidaceae, nativa dos locais húmidos nas florestas de Sequoia sempervirens e de Pseudotsuga menziesii do oeste da América do Norte, com distribuição natural do sudoeste da Colúmbia Britânica ao estado de Washington, Oregon e Califórnia.

## Descrição
Oxalis oregana é uma planta rasteira, herbácea perene, com hastes com flores erectas de 5–15 cm de altura. As folhas são tri-folioladas, em forma de coração, com 1–4,5 cm de comprimento, com laivos arroxeados na parte inferior, crescendo sobre caules de 5–20 cm.
A inflorescência tem 2,4–4 cm de diâmetro, de coloração branca a rosa, com flores com cinco pétalas e igual número de sépalas. O fruto é uma cápsula tricomatosa ovoide, com 7–9 mm de comprimento e com cinco câmaras. As sementes têm formato de amêndoa.
O. oregana fotossintetiza em níveis relativamente baixos de luz solar ambiente (1/200 de luz solar total). Quando a luz solar direta atinge as folhas, estas exibem nictinastia inversa rápida e dobram-se para baixo; quando a sombra retorna, as folhas reabrem. Levando apenas alguns minutos, esse movimento é observável a olho nu.
As folhas de O. oregana eram comidas pelos povos Cowlitz, Quileute e Quinault. Como espinafre, estas folhas contêm ácido oxálico levemente tóxico, composto cuja designação deriva do nome genérico de Oxalis. O consumo das folhas é seguro quando em pequenas quantidades por pessoas sem condições adversas de saúde relacionadas com o oxalato.